# 고토 열도

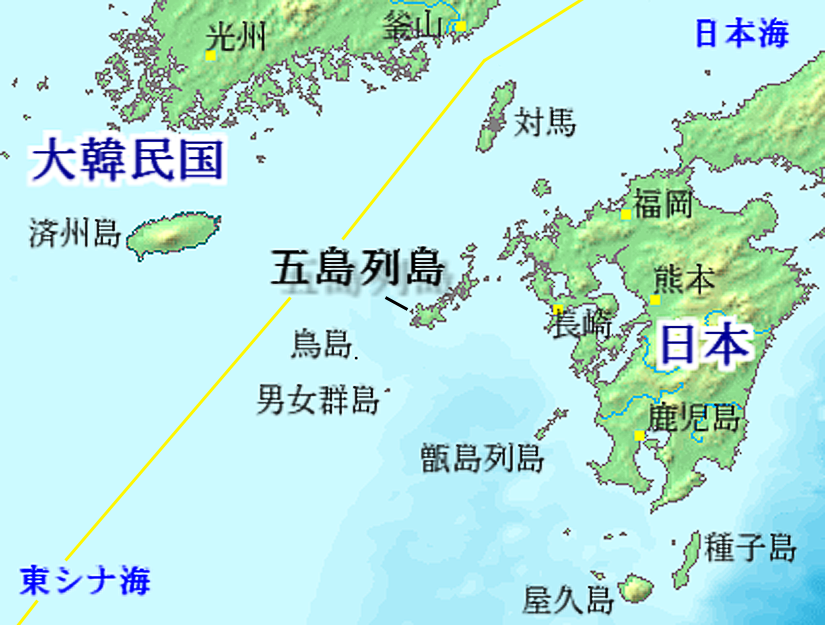
고토 열도의 지도

고토 열도(오도열도, 일본어: 五島列島)는 나가사키현 서쪽의 동해와 동중국해의 경계에 있는 섬들이다. 북쪽부터 나카도리섬(中通島), 와카마쓰섬(若松島), 나루섬(奈留島), 히사카섬(久賀島), 후쿠에섬(福江島) 등 5개의 섬을 중심으로 140개의 섬이 있다. 사이카이 국립공원이 이 열도에 위치해 있고, 자연 풍경도 훌륭한 곳이다. 많은 수의 로마 가톨릭교회가 있으며, 기리시탄의 영향이 짙게 배어 있으며, 1868년 메이지 유신 이후 사라진 기리시탄의 집단이 최후로 남아 있던 곳이다.
열도의 길이는 약 85km 가량이다. 나가사키시의 시내 중심가로부터 약 100km 떨어져 있다. 제주도에서 약 180km 떨어져 있다. 2018년에 카쿠레키리시탄 유적과 가톨릭의 교회군이 세계문화유산으로 등재되었다. 고토열도에서 제주도로 세계유산항로의 개설을 목표로 삼고 있다. 처음에는 일본 전역에서 객지벌이하러 오는 선단이 몰려들어 오는 곳이어서 번창했었으나 지금은 고기잡이보다는 양식업이 주산업이다.
쓰시마섬이 부산시내와 같이 한국을 쉽게 바라본 것과 달리 고토 열도에서는 제주도를 직접 바라 볼 수 없다. 이는 오키 제도에서 독도와 직접 바라볼 수 없는 것과 같은 이치이다.

## 같이 보기
- 오세자키 등대
- 후쿠에 공항
- 고토시
- 신카미고토정
- 일본의 100대 비경
- 후쿠에 대화재
- 국도 제384호선 (일본)(일본어판)